# Przehybka
Przehybka (Prehybka) (699 m) – niewybitny szczyt w Beskidzie Sądeckim, w zachodniej części Pasma Radziejowej, ok. 1900 m na zachód od Dzwonkówki i 200 m na północ od Lipowca.

## Opis szczytu
Przehybka jest jednym z kilku wierzchołków skrajnie zachodniego grzbietu odchodzącego od głównego grzbietu Pasma Radziejowej na wysokości Dzwonkówki. Pozostałymi szczytami są Stajkowa (706 m), Lipowiec (744 m) i Wyśnia Góra (638 m). Północne stoki Przehybki opadają ku potokowi Lewa Ręka.
Przehybka jest porośnięta lasem, w związku z czym nie ma walorów widokowych. Przez szczyt nie przebiega żaden znakowany szlak turystyczny. Wzniesienie i jego zbocza znajdują się na terenie Popradzkiego Parku Krajobrazowego. Są tu m.in. objęte ochroną źródła wód mineralnych (szczawy) i buczyna karpacka.
Przehybka znajduje się na terenie wsi Tylmanowa w województwie małopolskim, w powiecie nowotarskim, w gminie Ochotnica Dolna. Na zachodnich zboczach Przehybki utworzono w 1960 roku rezerwat przyrody Kłodne nad Dunajcem.